# Acronicta catocaloida
Acronicta catocaloida är en fjärilsart som beskrevs av Ludwig Carl Friedrich Graeser 1888. Acronicta catocaloida ingår i släktet Acronicta och familjen nattflyn. Inga underarter finns listade i Catalogue of Life.